# Cindy Franssen

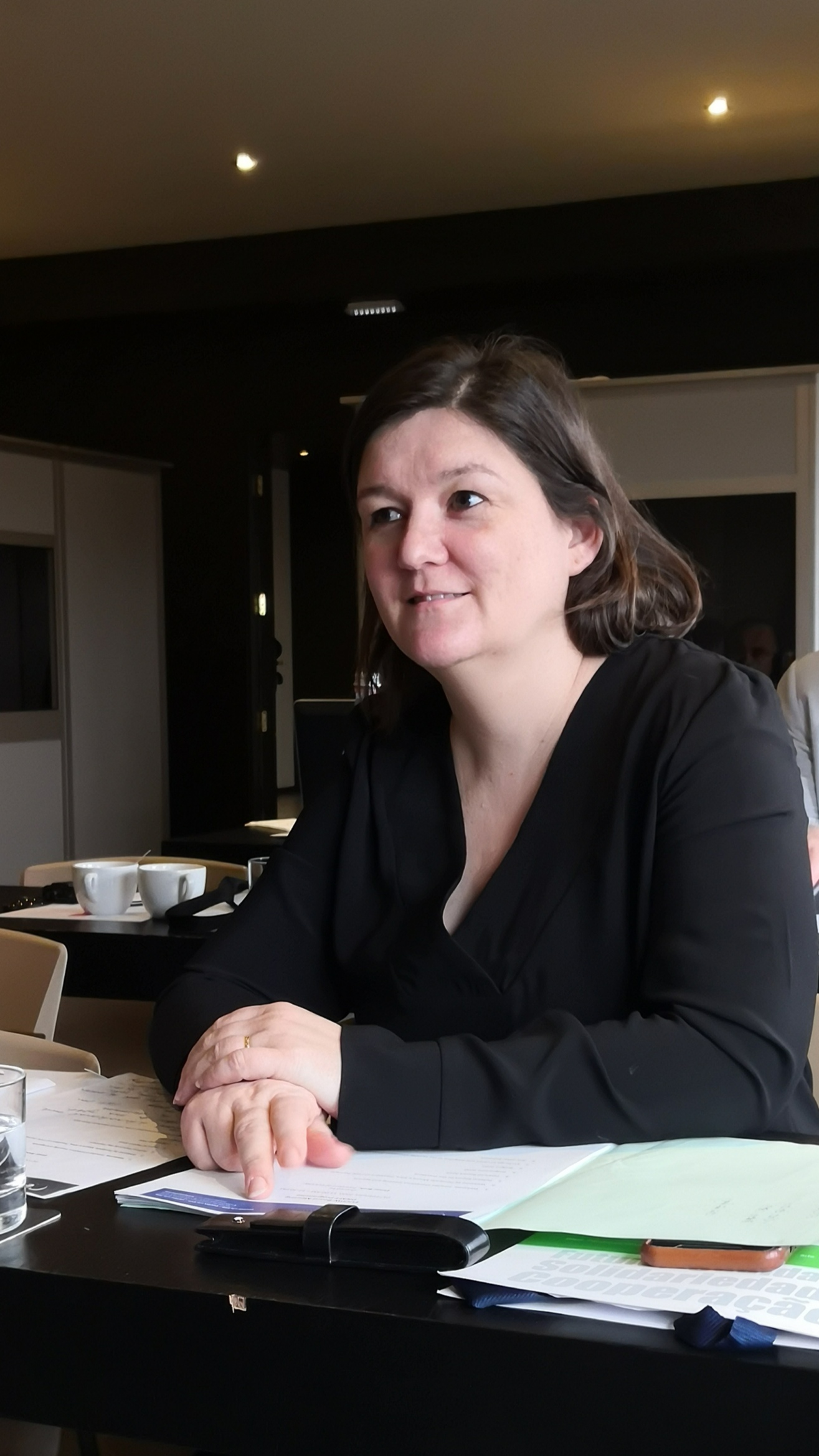
Cindy Franssen (2020)

Cindy Franssen (geboren am 30. Januar 1976 in Oudenaarde) ist eine flämische Politikerin (CD&V). Franssen war von 2007 bis 2019 Mitglied des flämischen Parlaments und von 2009 bis 2018 Senatorin im belgischen Senat. Bei der Europawahl 2019 gewann Franssen ein Mandat und ist seitdem Teil der EVP-Fraktion. Des Weiteren ist sie seit Juni 2019 Mitglied des Stadtrates ihrer Heimatstadt Oudenaarde.

## Leben

### Berufliche Karriere
Franssen studierte von 1994 bis 1998 Politikwissenschaft (auf Master) an der Universität Gent. Nach ihrem Studium war sie zunächst bis 1999 bei der Christlichen Krankenkasse (Christelijke Mutualiteit) tätig, bevor sie 1999 ins Parlamentsbüro der Senatorin Sabine de Bethune wechselte, wo sie bis 2002 arbeitete. Im Zuge dieser Arbeit trat sie auch den flämischen Christdemokraten bei (seit 2001 Christen-Democratisch en Vlaams) bei.
Von 2003 bis 2006 war sie als Mitarbeiterin der christlich-demokratischen Frauenorganisation Vrouw & Maatschappij tätig. 2007 war sie Kampagnenleiterin der CD&V in Ostflandern.

### Politische Karriere
Zwischen 2000 und 2007 war sie Mitglied des Rates von Ostflandern. Sie wurde auch in den Stadtrat ihrer Heimatstadt gewählt und ist seit Juni 2019 Mitglied des Stadtrats von Oudenaarde.
Seit 2007 sitzt sie im flämischen Parlament, sie wurde 2009 und 2014 wiedergewählt In den Jahren 2009 und 2014 wurde sie auf Vorschlag dieses Gremiums in den belgischen Senat berufen. Im Jahr 2011 war sie Vizepräsidentin ihrer Partei. Im Oktober desselben Jahres wurde sie zu einer der beiden Interimspräsidenten der flämischen Christdemokraten ernannt (neben Griet Smaers). Sie hatte diese Position bis Dezember 2019 inne.
Für die Europawahl 2019 nominierte ihre Partei sie als zweite Kandidatin für die Europawahlliste. Bei der Wahl verlor die CD&V deutlich an Stimmen (minus 5,4 Prozent) und errang zwei Mandate. Neben Spitzenkandidat Kris Peeters gewann auch Franssen ein Mandat. Beide traten der christdemokratischen EVP-Fraktion bei. Für die Fraktion ist Franssen Mitglied im Ausschuss für Beschäftigung und soziale Angelegenheiten, im Ausschuss für die Rechte der Frauen und die Gleichstellung der Geschlechter sowie im September 2020 eingerichteten Sonderausschuss zu Krebsbekämpfung. Des Weiteren ist sie stellvertretendes Mitglied im Ausschuss für Umweltfragen, öffentliche Gesundheit und Lebensmittelsicherheit.

### Auszeichnungen
Franssen wurde 2014 mit dem Leopoldsorden fünfter Klasse (Ritter) ausgezeichnet.

### Privat
Franssen ist verheiratet und Mutter zweier Kinder.